# Маунт-Ейр (Індіана)
Маунт-Ейр (англ. Mount Ayr) — місто (англ. town) в США, в окрузі Ньютон штату Індіана. Населення — 117 осіб (2020).

## Географія
Маунт-Ейр розташований за координатами 40°57′8″ пн. ш. 87°17′55″ зх. д. / 40.95222° пн. ш. 87.29861° зх. д. (40.952120, -87.298642).  За даними Бюро перепису населення США в 2010 році місто мало площу 0,39 км², уся площа — суходіл. В 2017 році площа становила 0,45 км², уся площа — суходіл.

## Демографія
Згідно з переписом 2010 року, у місті мешкали 122 особи в 51 домогосподарстві у складі 31 родини. Густота населення становила 316 осіб/км².  Було 57 помешкань (147/км²).
Расовий склад населення:
| - 97,5 % — білих |

До двох чи більше рас належало 2,5 %. Частка іспаномовних становила 5,7 % від усіх жителів.
За віковим діапазоном населення розподілялося таким чином: 17,2 % — особи молодші 18 років, 62,3 % — особи у віці 18—64 років, 20,5 % — особи у віці 65 років та старші. Медіана віку мешканця становила 47,5 року. На 100 осіб жіночої статі у місті припадало 114,0 чоловіків;  на 100 жінок у віці від 18 років та старших — 129,5 чоловіків також старших 18 років.
Середній дохід на одне домашнє господарство  становив 38 218 доларів США (медіана — 35 625), а середній дохід на одну сім'ю — 50 300 доларів (медіана — 53 125). Медіана доходів становила 36 429 доларів для чоловіків та 25 536 доларів для жінок. За межею бідності перебувало 6,3 % осіб, у тому числі 8,3 % дітей у віці до 18 років та 15,8 % осіб у віці 65 років та старших.
Цивільне працевлаштоване населення становило 62 особи. Основні галузі зайнятості: виробництво — 37,1 %, освіта, охорона здоров'я та соціальна допомога — 16,1 %, будівництво — 11,3 %, мистецтво, розваги та відпочинок — 9,7 %.